# Günther Schäfer
Günther Schäfer (ur. 9 czerwca 1962 w Waiblingen) – niemiecki piłkarz grający na pozycji obrońcy, trener związany przez większość kariery z VfB Stuttgart.

## Kariera piłkarska
Günther Schäfer karierę piłkarską rozpoczął w juniorach TSV Neustadt. Potem w latach 1975-1980 grał w juniorach VfB Stuttgart, z którym w 1980 roku podpisał profesjonalny kontrakt i reprezentował ten klub przez szesnaście lat. W Bundeslidze zadebiutował 20 sierpnia 1980 roku w przegranym meczu wyjazdowym 1:0 z 1. FC Kaiserslautern, zastępując w 71. minucie Dragana Holcera. Dwukrotnie zdobył z tym zespołem mistrzostwo Niemiec (1984, 1992), a także dotarł do finału Pucharu Niemiec w sezonie 1985/1986 oraz do finału Pucharu UEFA w sezonie 1988/1989. Z klubu odszedł w 1996 roku. Łącznie dla VfB Stuttgart rozegrał 331 meczów i strzelił 9 bramek w Bundeslidze.
Następnie został zawodnikiem Arminii Bielefeld, w którym w 1998 roku zakończył piłkarską karierę, grając w 42 meczach w Bundeslidze. Łącznie w Bundeslidze rozegrał 373 mecze i strzelił 9 goli.

## Kariera reprezentacyjna
Günther Schäfer w latach 1981-1984 rozegrał piętnaście meczów w reprezentacji RFN U-21. Rozegrał również w latach 1987-1988 sześć meczów w olimpijskiej reprezentacji RFN, jednak na turniej olimpijski w Seulu nie pojechał.

## Kariera trenerska
Günther Schäfer w latach 2004-2005 był asystentem trenera Matthiasa Sammera w VfB Stuttgart. Obecnie jest w tym klubie trenerem drużyn młodzieżowych.

## Sukcesy piłkarskie

### VfB Stuttgart
- Mistrzostwo Niemiec: 1984, 1992
- Finał Pucharu Niemiec: 1986
- Finał Pucharu UEFA: 1989